# Elezioni presidenziali negli Stati Uniti d'America del 1812
Le elezioni presidenziali del 1812, le settime dall'indipendenza degli Stati Uniti, si tennero da venerdì 30 ottobre a mercoledì 2 dicembre 1812, mentre era in corso la guerra anglo-americana, e videro la rielezione a un secondo mandato dell'esponente del Partito Democratico-Repubblicano James Madison. Il principale avversario del presidente uscente fu un dissidente dello stesso partito, DeWitt Clinton, nipote dell'ex vicepresidente George Clinton. Clinton riuscì a ottenere l'appoggio del Partito Federalista, anche se ciò non gli bastò per essere eletto. Questa fu la prima elezione presidenziale che si svolse durante una guerra a cui partecipavano gli Stati Uniti.

## Le candidature

### Candidati per il partito democratico-repubblicano

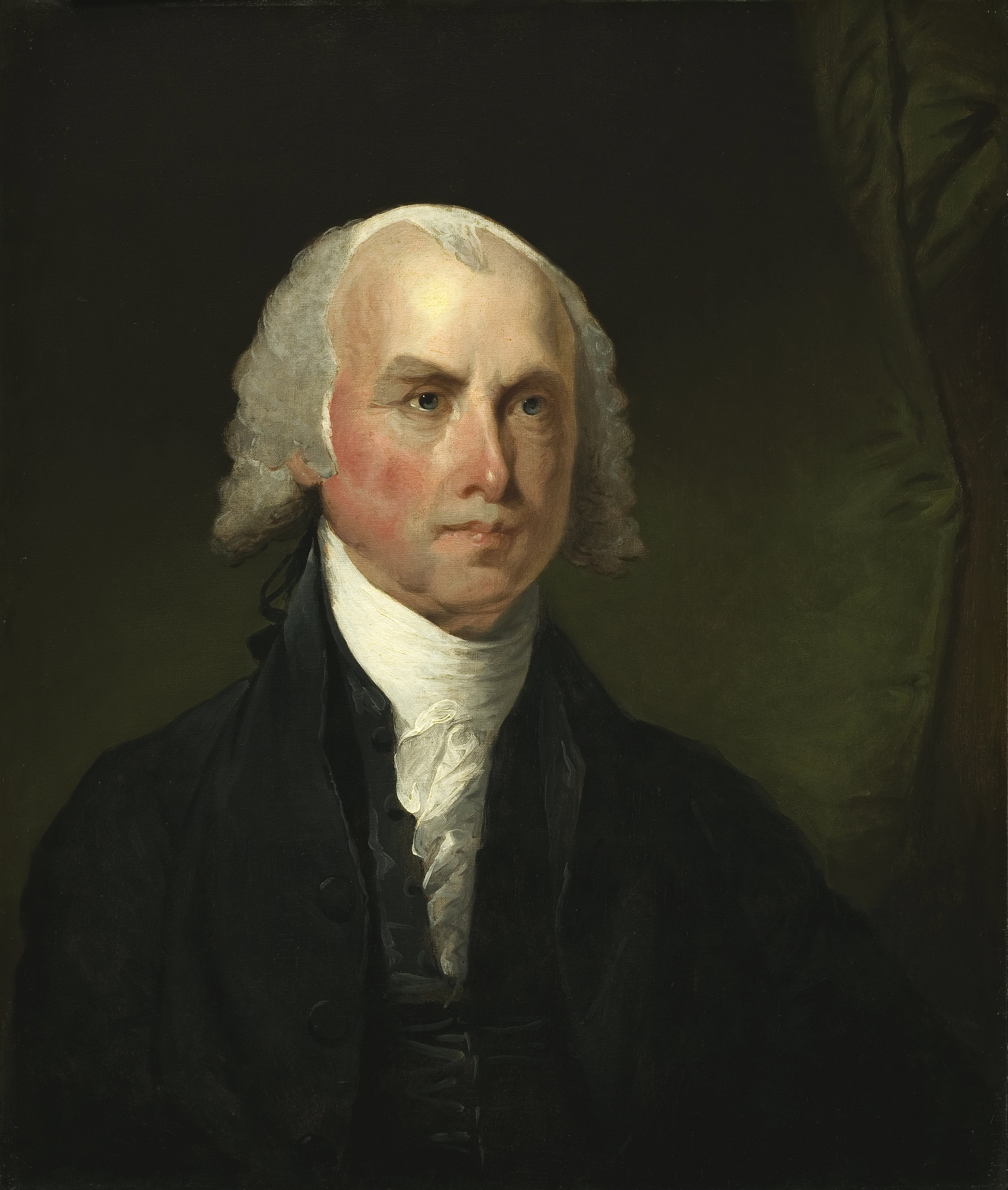
Presidente uscente James Madison
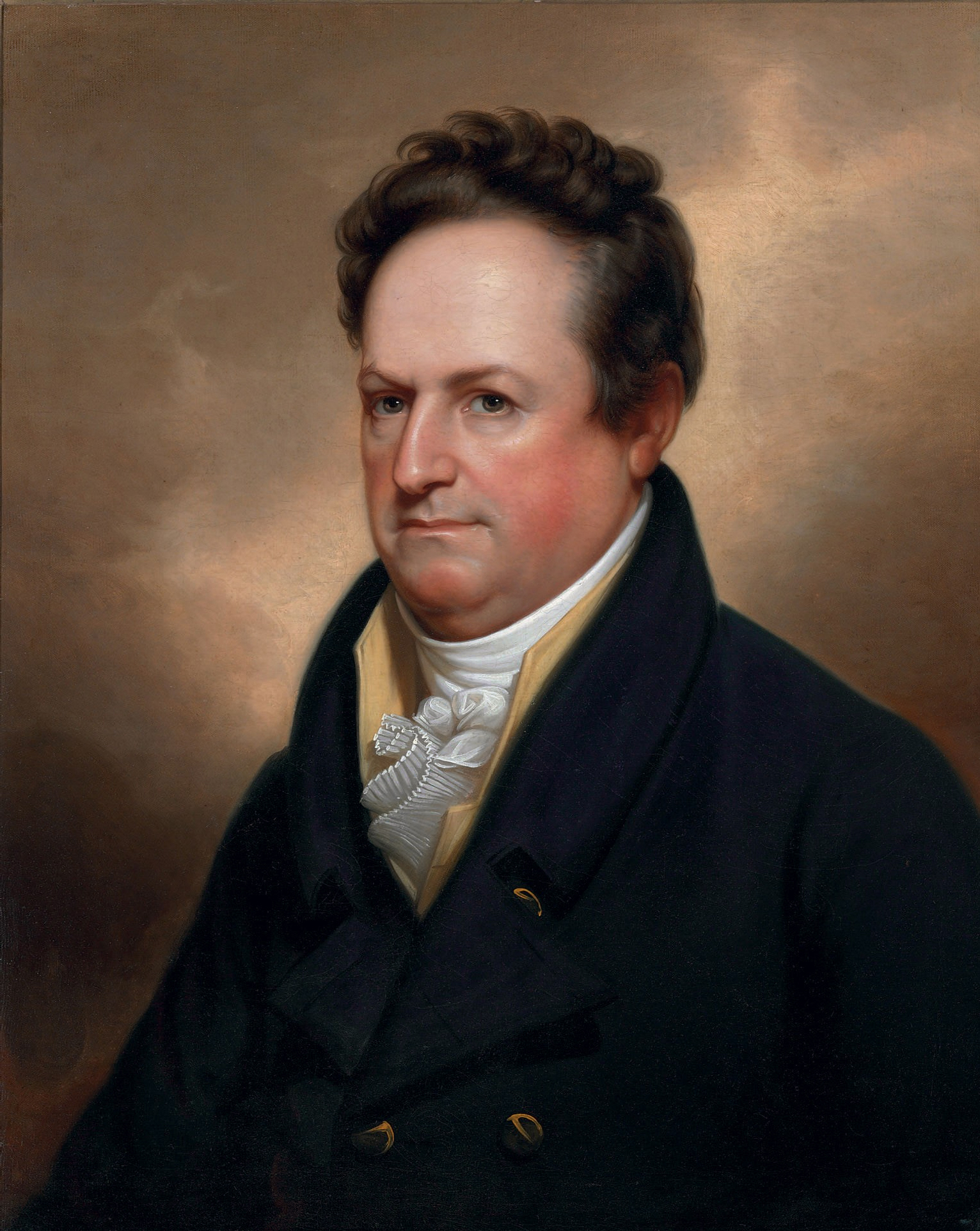
Sindaco di New York DeWitt Clinton
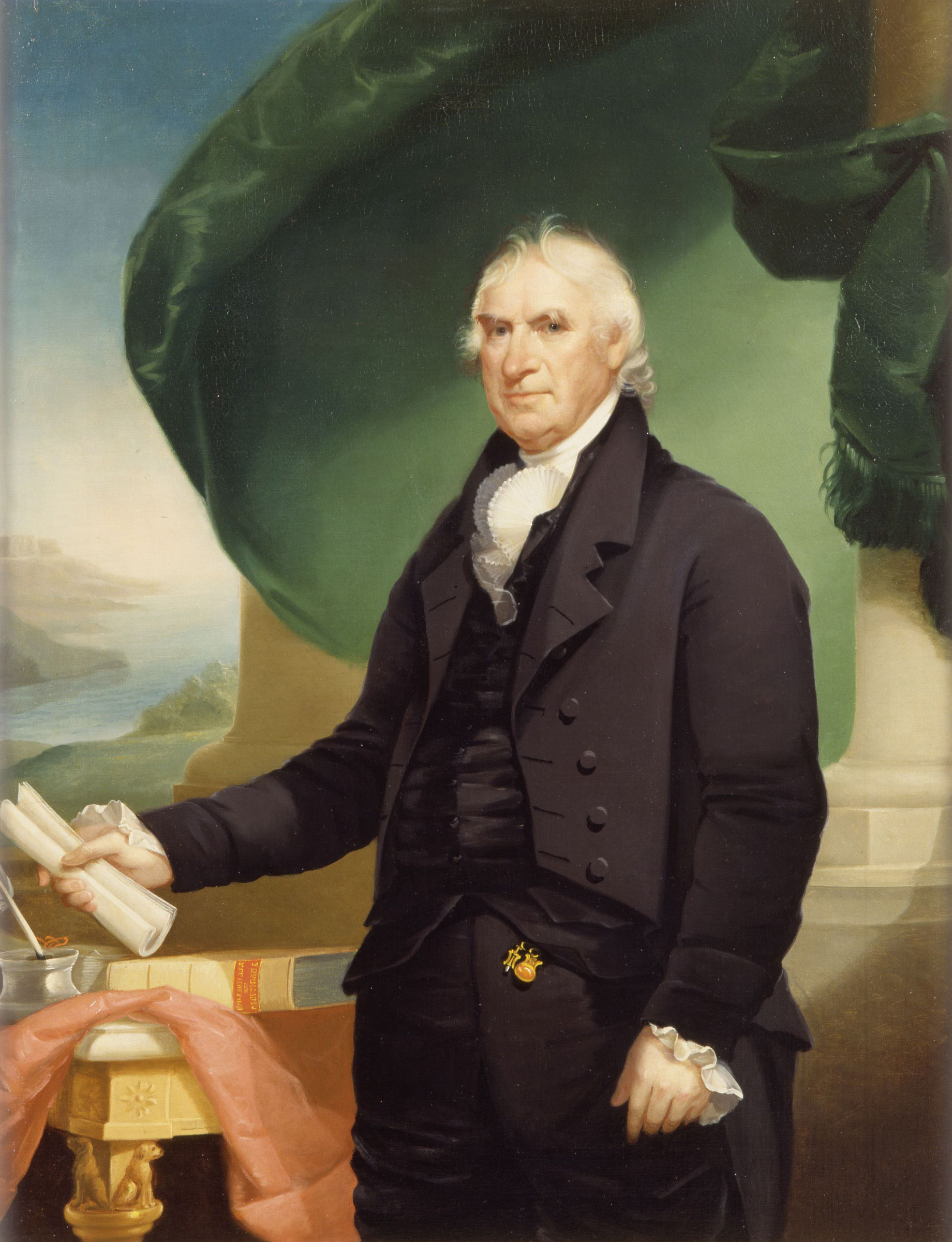
Vicepresidente George Clinton (deceduto il 20 aprile 1812)

Molti democratici-repubblicani degli stati del nord erano scontenti per il predominio della presidenza da parte di candidati provenienti dallo Stato della Virginia (tre degli ultimi quattro presidenti erano della Virginia), e quindi erano contrari a rinominare Madison. Inoltre, iniziava a formarsi una spaccatura tra i favorevoli alla guerra contro l'impero britannico, tra cui Madison, e i contrari alla guerra. 
Per contrastare il presidente uscente, si pensò al vicepresidente in carica George Clinton, ma la sua candidatura fu stroncata dalla morte avvenuta il 20 aprile 1812, a 72 anni. Gli oppositori di Madison nel partito decisero allora di puntare sul nipote di George, DeWitt Clinton, sindaco di New York, che accettò di candidarsi alla nomina per le presidenziali. I primi caucus furono favorevoli a Madison, per la vasta popolarità che aveva conquistato durante la presidenza, tuttavia DeWitt Clinton contava su un grande sostegno nel caucus di New York. Il 18 maggio 1812, alla convention di partito, a cui tuttavia non parteciparono tutti i delegati, James Madison si vide assegnata ufficialmente la nomination. Per evitare lacerazioni nel partito si cercò invano di convincere Clinton a candidarsi come vicepresidente con Madison, ma Clinton aveva deciso di aspettare la riunione del caucus di New York, dove i contrari alla guerra erano maggioranza. Il 29 maggio 1812 il caucus di New York nominò DeWitt Clinton suo candidato alla presidenza, quasi all'unanimità.
Clinton si trovò in una situazione difficile: da una parte, alcuni suoi sostenitori nel partito erano comunque favorevoli alla guerra, dall'altra percepiva necessario ricercare l'appoggio del Partito Federalista, per avere qualche possibilità di vincere le elezioni contro Madison, ma il Partito Federalista si caratterizzava per essere contrario alla guerra. 

### Candidati per il partito federalista
Prima dell'entrata in scena di DeWitt Clinton, il favorito alla nomination presidenziale per il Partito Federalista era il presidente della Corte suprema John Marshall, con un certo seguito nel nord-est e che avrebbe potuto vincere anche in Virginia, ma con il newyorkese Clinton in gara, i federalisti non avrebbero più potuto contare sul voto elettorale di quello stato, e ciò avrebbe favorito moltissimo Madison. Fu questo a convincere i leader del partito a non nominare nessun candidato alla presidenziali, anche se non appoggiarono ufficialmente Clinton, per timore di fargli perdere consensi tra i suoi elettori democratico-repubblicani. Il caucus della Pennsylvania nominò Jared Ingersoll, il ministro della giustizia dello Stato, come candidato vicepresidente, e Clinton accettò la proposta sapendo che la Pennsylvania era strategica per le elezioni.

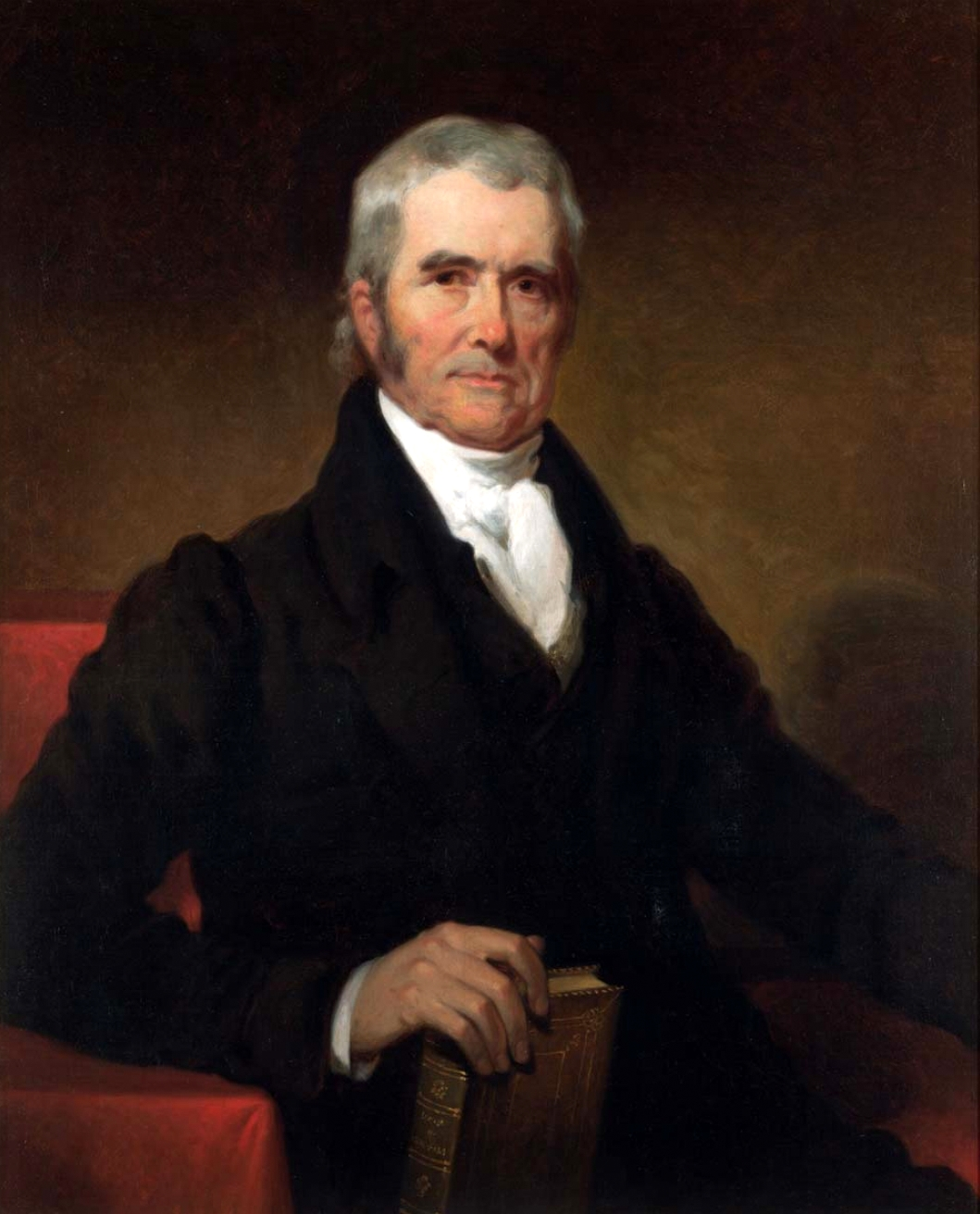
Presidente della Corte suprema degli Stati Uniti d'America John Marshall

## Risultati
La guerra, scoppiata a giugno, oscurò la campagna elettorale. Clinton continuò a mostrarsi contrario alla guerra nel nord-est, la regione che più pativa del conflitto, mentre si atteggiava a favorevole nel sud e nell'ovest. Alla fine, l'elezione fu decisa dagli stati di New York e Pennsylvania; Clinton vinse nel suo stato, ma non riuscì a vincere in Pennsylvania e fu quindi battuto. Nonostante questo, fu per il Partito Federalista la migliore prestazione dopo quella di Adams e il partito guadagnò seggi al Congresso e si mantenne competitivo nelle elezioni presidenziali. Madison fu il primo dei soli quattro presidenti nella storia degli Stati Uniti a essere rieletti con una percentuale di voti inferiore rispetto alla prima elezione; Madison ottenne il 69,3% dei grandi elettori nel 1808, ma solo il 58,7% nel 1812. Gli altri tre furono Woodrow Wilson nel 1916, Franklin D. Roosevelt nel 1940 e nel 1944 e Barack Obama nel 2012. Madison fu anche il primo dei cinque presidenti che furono rieletti con una percentuale di voto popolare inferiore rispetto alla prima elezione, anche se nel 1812 solo sei stati su 18 tenevano elezioni popolari per il presidente. Gli altri quattro sono Andrew Jackson nel 1832, Grover Cleveland nel 1892, Franklin Roosevelt nel 1940 e nel 1944 e Obama nel 2012.